# Сватбарска музика
Сватбарската музика е жанр в българската народна музика, достигнал голяма популярност през 70-те и 80-те години на XX век.
Предшественик на сватбарската музика, обикновено изпълнявана от сватбарски оркестри – групи, наброяващи най-често между 5 и 10 музиканти, – са т.нар. „черни групи“ от 50-те и 60-те години, народни оркестри, работещи главно за частни клиенти, оставайки извън контролираната от тоталитарния режим държавна музикална индустрия. През 70-те години сватбарските оркестри започват да формират свой обособен стил, характеризиращ се с емоционални и виртуозни инструментални изпълнения, импровизация и интеграция в българската фолклорна основа на елементи на циганска, турска и сръбска фолклорна музика и джаз.
Сватбарската музика се развива като своеобразна съпротива срещу лансираните от комунистическия режим силно обработени форми на народна музика. По тази причина тя дълго време остава изолирана от медиите и от официалните фолклорни фестивали, като е представяна главно на сватби и други частни тържества. Официалната критика обичайно я заклеймява като „кич“, „цигания“, „нечиста“, „самоцелно виртуозна“, „циркаджилък“. Въпреки това тя се ползва с огромна популярност и в средата на 80-те години режимът се опитва да я канализира, създавайки местни специализирани събития и националното Надсвирване в Стамболово, което се превръща в най-важната сцена на сватбарската музика.
Сватбарските оркестри са изцяло професионални и използват главно съвременни музикални инструменти. Във времето на най-голямата им популярност в 80-те години те имат и голям търговски успех. Най-известните изпълнители на сватбарска музика са сред най-добре платените музиканти в страната, а някои от тях, като Иво Папазов, Младен Малаков, Филип Симеонов, Иван Милев, Петър Ралчев, Георги Янев, Матю Добрев, се превръщат в знаменитости. През този период много професионални музиканти от държавните фолклорни музиканти ги напускат, присъединявайки се към сватбарски оркестри.